# Feliks Antoni Łoś
Feliks Antoni Łoś herbu Dąbrowa (1737–1804) – generał lejtnant wojsk koronnych, wojewoda pomorski (1779–1790), podstoli żydaczowski w latach 1761–1779,  starosta wiszeński i skarszewski, bibliofil i kolekcjoner. 

## Rodzina
Był synem Ludwika Michała - chorążego czerwonogrodzkiego, kasztelana kamienieckiego i lwowskiego, marszałka Trybunału Koronnego i rotmistrza kawalerii narodowej, senatora i kawalera orderu Orła Białego, oraz Heleny ze Skarbków - kasztelanki kalickiej. Miał brata Joachima Łosia i siostrę Urszulę Ewę Łoś.

## Kariera
W młodości przebywał za granicą. Po powrocie do kraju był starostą wiszeńskim i skarszewskim. Poseł na sejm 1761 roku z województwa bełskiego. W 1764 r., jako poseł ziemi przemyskiej podpisał elekcję Stanisława Augusta Poniatowskiego, dzięki czemu był przyjęty w poczet dygnitarzy i osób należących do otoczenia króla. Był posłem powiatu żydaczowskiego na sejm koronacyjny 1764 roku. Poseł na sejm 1766 roku z województwa podolskiego. Na sejmie w 1768 r. protestował przeciwko wywiezieniu senatorów do Kaługi. Był członkiem konfederacji Sejmu Czteroletniego.
W 1768 roku wyznaczony ze stanu rycerskiego do Asesorii Koronnej. 
4 września 1792 roku w Warszawie złożył przysięgę na wierność konfederacji targowickiej.
W 1770 r. odznaczony został orderem Św. Stanisława a w 1779 r. orderem Orła Białego.
W r. 1765 ożenił się z Marią Urszulą Moszczeńską (zmarłą w 1798 r.) - wojewodzianką inowrocławską. W latach 1776–1781 zlecił budowę pałacu w Narolu. Miejscowość ta należała do Łosiów od 1753 do 1876 roku. 
Prawo do pozostałych po nim dóbr otrzymał Maurycy Łoś.(Estr., Teki Dworzaka, dod do t. XXII, I).